# Республиканские выборы в СССР (1975)
Летом 1975 года в Союзе Советских Социалистических Республик прошли республиканские выборы, по итогу которых были избраны Верховные Советы союзных республик СССР.

## Ход выборов
| Страна  | Выборы                                  | Итоги      | Примечания        |
| ------- | --------------------------------------- | ---------- | ----------------- |
| АзССР   | Выборы в Верховный Совет АзССР (1975)   | 400 из 400 |                   |
| АрССР   | Выборы в Верховный Совет АрССР (1975)   | ???        | Состав неизвестен |
| БССР    | Выборы в Верховный Совет БССР (1975)    | 466 из 466 |                   |
| ГССР    | Выборы в Верховный Совет ГССР (1975)    | 400 из 400 |                   |
| КазССР  | Выборы в Верховный Совет КазССР (1975)  | 490 из 490 |                   |
| КирССР  | Выборы в Верховный Совет КирССР (1975)  | 340 из 340 |                   |
| ЛатССР  | Выборы в Верховный Совет ЛатССР (1975)  | 310 из 310 |                   |
| ЛитССР  | Выборы в Верховный Совет ЛитССР (1975)  | 320 из 320 |                   |
| МССР    | Выборы в Верховный Совет МССР (1975)    | ???        | Состав неизвестен |
| РСФСР   | Выборы в Верховный Совет РСФСР (1975)   | 903 из 903 |                   |
| ТаджССР | Выборы в Верховный Совет ТаджССР (1975) | ???        | Состав неизвестен |
| ТурССР  | Выборы в Верховный Совет ТурССР (1975)  | 300 из 300 |                   |
| УзССР   | Выборы в Верховный Совет УзССР (1975)   | ???        | Состав неизвестен |
| УССР    | Выборы в Верховный Совет УССР (1975)    | ???        | Состав неизвестен |
| ЭССР    | Выборы в Верховный Совет ЭССР (1975)    | 200 из 200 |                   |